# Dérive d'un navire amarré
La dérive des navires amarrés pose un problème critique dans la conception des systèmes d'amarrage en mer sur des sites d'exploitation pétrolière ou gazière. Il s'agit, comme dans la dérive de Stokes, d'un phénomène lié à des termes quadratiques, un peu plus compliqué que dans celle-ci. La complexité a d'abord un aspect mathématique, le calcul par une méthode de diffraction des cinq contributions qui constituent les forces excitatrices.
Plus concrètement la dérive comporte deux termes. L'un représente une dérive moyenne, analogue à celle observée dans la cinématique des vagues, qui se superpose aux effets du vent et du courant. L'autre est une dérive lente qui résulte de l'excitation de la résonance peu amortie du système par des forces du deuxième ordre négligeables vis-à-vis des forces du premier ordre.

## Cas des vagues régulières
À la différence de la dérive lente, la dérive moyenne apparaît dans les vagues idéales. Dans celles-ci, tous les termes cinématiques du premier ordre et la réponse d'un système linéaire ont la forme :
Les termes du deuxième ordre construits à partir de termes du premier ordre s'écrivent, à des fonctions de transfert près :
Les termes du premier ordre étant définis comme des termes haute fréquence, les termes constants sont des termes de dérive et les termes du deuxième ordre correspondent à de très hautes fréquences.

## Cas des vagues irrégulières
Pour comprendre le problème, il suffit de considérer une superposition de deux vagues monochromatiques :
En élevant au carré :
Il y a :
- un terme de dérive moyenne, somme des termes correspondants des vagues individuelles ;
- un terme basse fréquence de dérive lente, susceptible d'exciter une résonance peu amortie ;
- un terme très haute fréquence en général sans intérêt.

## Autre présentation
Un terme cinématique correspondant à l'approximation du premier ordre peut être considéré comme une réalisation d'un processus de Gauss. Une formule généralement prêtée à Rice exprime un tel processus sous la forme :
dans laquelle {\displaystyle A(t)} est le processus enveloppe de Rayleigh et  {\displaystyle \Phi (t)} le processus phase uniforme.
En élevant au carré :
contient un processus basse fréquence exponentiel dont la moyenne est la dérive moyenne et un processus très haute fréquence.